# North Elmham Bishops Castle
North Elmham Bishops Castle är ett slott i Storbritannien.   Det ligger i grevskapet Norfolk och riksdelen England, i den sydöstra delen av landet, 160 km nordost om huvudstaden London. North Elmham Bishops Castle ligger 51 meter över havet.
Terrängen runt North Elmham Bishops Castle är platt. Runt North Elmham Bishops Castle är det ganska tätbefolkat, med 96 invånare per kvadratkilometer. Närmaste större samhälle är East Dereham, 8,0 km söder om North Elmham Bishops Castle. Trakten runt North Elmham Bishops Castle består till största delen av jordbruksmark.